# Belturbet
Belturbet (iriska: Béal Tairbirt) är en ort i republiken Irland.   Den ligger i grevskapet An Cabhán och provinsen Ulster, i den norra delen av landet, 120 km nordväst om huvudstaden Dublin. Belturbet ligger 48 meter över havet och antalet invånare är 1 277.
Terrängen runt Belturbet är platt.Runt Belturbet är det ganska glesbefolkat, med 34 invånare per kvadratkilometer. Närmaste större samhälle är Cavan, 13,4 km söder om Belturbet. Trakten runt Belturbet består i huvudsak av gräsmarker.